# Deutsche Einband-Meisterschaft 1974/75

Veranstaltungsort: Essen

Die Deutsche Einband-Meisterschaft 1974/75 ist eine Billard-Turnierserie und fand vom 6. bis zum 8. Dezember 1974 in Essen zum 22. Mal statt.

## Geschichte
Günter Siebert gewann in Essen seinen fünften deutschen Meistertitel im Einband. Dieser war sehr verdient, denn in der Gruppenphase so wie im Finale schlug er Dieter Müller, der sich mit Turnierbestleistungen trösten musste. Das Spiel um Platz drei gewann der viermalige Meister Norbert Witte.

## Modus
Erst wurde in zwei Gruppen im Round-Robin-Modus gespielt. Danach gab es im K.-o.-System eine Zwischenrunde. Es wurde eine neue Rangliste erstellt und die vier Besten spielten weiter bis zur Entscheidung. Alle Matches gingen bis 200 Punkte.
Die Endplatzierung ergab sich aus folgenden Kriterien:
1. Matchpunkte
2. Generaldurchschnitt (GD)
3. Bester Einzeldurchschnitt (BED)
4. Höchstserie (HS)

## Teilnehmer (nach Ausgangsklassement)
1. Günter Siebert (Bfr. Altenessen), Titelverteidiger (5,84)
2. Norbert Witte (BG Bottrop 24) (5,89)
3. Peter Sporer (BSV München) (5,42)
4. Dieter Müller (Billardakademie Berlin) (5,05)
5. Wolfgang Matz (Düsseldorfer Bfr. 54) (4,66)
6. Werner Naruhn (BC Gelsenkirchen-Feldmark 1934) (2,21)
7. Franz Wolf (Kölner BC 1908) (2,45)
8. Otto Gegenfurtner (BSV München) (2,19)

## Gruppenphase
| MP    | Match Points (Sieger = 2; Unentschieden = 1; Verlierer = 0) |
| Pkte. | Erzielte Karambolagen                                       |
| Aufn. | Benötigte Versuche                                          |
| GD    | Generaldurchschnitt                                         |
| BED   | Bester Einzeldurchschnitt eines Spielers                    |
| HS    | Höchstserie                                                 |
|       | Bester GD des Turniers                                      |
|       | Bester ED des Turniers                                      |
|       | Beste HS des Turniers                                       |
|       | 1. Platz (Gold)                                             |
|       | 2. Platz (Silber)                                           |
|       | 3. Platz (Bronze)                                           |

| Platz | Name              | MP  | Pkte. | Aufn. | GD   | BED   | HS  |
| ----- | ----------------- | --- | ----- | ----- | ---- | ----- | --- |
| 1     | Günter Siebert    | 6:0 | 600   | 108   | 5,55 | 6,89  | 687 |
| 2     | Dieter Müller     | 4:2 | 555   | 94    | 5,90 | 13,33 | 62  |
| 3     | Wolfgang Matz     | 2:4 | 444   | 125   | 3,55 | 4,44  | 33  |
| 4     | Otto Gegenfurtner | 0:6 | 206   | 89    | 2,31 | –     | 13  |

| Platz | Name          | MP  | Pkte. | Aufn. | GD   | BED  | HS |
| ----- | ------------- | --- | ----- | ----- | ---- | ---- | -- |
| 1     | Norbert Witte | 5:1 | 600   | 105   | 5,71 | 8,69 | 41 |
| 2     | Werner Naruhn | 4:2 | 537   | 143   | 3,75 | 4,00 | 33 |
| 3     | Peter Sporer  | 3:3 | 540   | 151   | 3,57 | 4,44 | 30 |
| 4     | Franz Wolf    | 0:6 | 401   | 135   | 2,97 | –    | 29 |

## Zwischenrunde
| Name                  | MP  | Pkte | Aufn. | GD   | BED  | HS |
| --------------------- | --- | ---- | ----- | ---- | ---- | -- |
| Zwischenrunde Spiel 1 |     |      |       |      |      |    |
| Günter Siebert        | 2:0 | 200  | 27    | 7,40 | 7,40 | 31 |
| Peter Sporer          | 0:2 | 57   | 27    | 2,11 | –    | 10 |
| Zwischenrunde Spiel 2 |     |      |       |      |      |    |
| Norbert Witte         | 2:0 | 200  | 53    | 3,77 | 3,77 | 33 |
| Wolfgang Matz         | 0:2 | 168  | 53    | 3,16 | –    | 30 |

| Name                  | MP  | Pkte | Aufn. | GD   | BED  | HS |
| --------------------- | --- | ---- | ----- | ---- | ---- | -- |
| Zwischenrunde Spiel 3 |     |      |       |      |      |    |
| Dieter Müller         | 2:0 | 200  | 26    | 7,69 | 7,69 | 68 |
| Werner Naruhn         | 0:2 | 98   | 26    | 3,76 | –    | 23 |

## Finalrunde
| Name           | MP  | Pkte | Aufn. | GD   | BED  | HS |
| -------------- | --- | ---- | ----- | ---- | ---- | -- |
| Spiel 1        |     |      |       |      |      |    |
| Dieter Müller  | 2:0 | 200  | 28    | 7,14 | 7,14 | 40 |
| Norbert Witte  | 0:2 | 57   | 28    | 2,03 | –    | 10 |
| Spiel 2        |     |      |       |      |      |    |
| Günter Siebert | 2:0 | 200  | 35    | 5,71 | 5,71 | 25 |
| Werner Naruhn  | 0:2 | 111  | 36    | 3,17 | –    | 19 |

| Platz            | Name           | MP  | Pkte | Aufn. | GD   | BED  | HS |
| ---------------- | -------------- | --- | ---- | ----- | ---- | ---- | -- |
| Spiel um Platz 3 |                |     |      |       |      |      |    |
| 3                | Norbert Witte  | 2:0 | 200  | 33    | 6,06 | 6,06 | 25 |
| 4                | Werner Naruhn  | 0:2 | 150  | 33    | 4,54 | –    | 16 |
| Finale           |                |     |      |       |      |      |    |
| 1                | Dieter Müller  | 0:2 | 190  | 32    | 5,93 | –    | 20 |
| 2                | Günter Siebert | 2:0 | 200  | 32    | 6,25 | 6,25 | 25 |

### Abschlusstabelle
| Klassement                | Klassement        | Klassement | Klassement | Klassement | Klassement | Klassement | Klassement | Klassement |
| Platz                     | Name              | MP         | Pkte.      | Aufn.      | GD         | BED        | HS         |            |
| ------------------------- | ----------------- | ---------- | ---------- | ---------- | ---------- | ---------- | ---------- | ---------- |
| 1                         | Günter Siebert    | 12:0       | 1200       | 202        | 5,94       | 7,40       | 68         |            |
| 2                         | Dieter Müller     | 8:4        | 1145       | 160        | 6,36       | 13,33      | 68         |            |
| 3                         | Norbert Witte     | 9:3        | 1057       | 219        | 4,82       | 8,69       | 41         |            |
| 4                         | Werner Naruhn     | 4:8        | 896        | 237        | 3,78       | 4,00       | 33         |            |
| 5                         | Peter Sporer      | 3:5        | 597        | 178        | 3,35       | 4,44       | 30         |            |
| 6                         | Wolfgang Matz     | 2:6        | 612        | 178        | 3,43       | 4,44       | 33         |            |
| 7                         | Franz Wolf        | 0:6        | 401        | 135        | 2,97       | –          | 29         |            |
| 8                         | Otto Gegenfurtner | 0:6        | 206        | 89         | 2,31       | –          | 13         |            |
| Turnierdurchschnitt: 4,31 |                   |            |            |            |            |            |            |            |